# 阔托叶耳草
阔托叶耳草（学名：Hedyotis platystipula），为茜草科耳草属下的一个植物种。